# 90022 Apache Point
90022 Apache Point è un asteroide della fascia principale interna. Scoperto nel 2002, presenta un'orbita caratterizzata da un semiasse maggiore pari a 2,4486925 UA e da un'eccentricità di 0,0743023, inclinata di 10,83127° rispetto all'eclittica.
L'asteroide è dedicato all'osservatorio di Apache Point.